# Tribunal international des crimes contre les femmes
Le Tribunal international des crimes contre les femmes est un tribunal d'opinion qui s'est tenu des 4 au 8 mars 1976 à Bruxelles. Près de 2000 femmes venues du monde entier y auraient participé afin de dénoncer les crimes qu'elles subissaient. Malgré son nom, il s'agit de considérer l'événement comme une tribune plutôt qu'un tribunal, comme l'expliquent Diana E. H. Russell et Nicole Van De Ven : « Nous étions toutes nos propres juges (...) Les femmes présentes rejetaient une définition patriarcale des crimes: toutes les formes masculines d'oppression contre les femmes étaient considérées comme telles ».

## Histoire
En 1974, Diana E. H. Russell prend un congé pour rencontrer les mouvements de libération des femmes en Europe occidentale. Elle retrouve un collectif de femmes danoises qui organise chaque été un camp de trois mois entièrement réservé aux femmes sur une île Femø, à quatre heures de Copenhague. 12 jours y sont réservés chaque été pour des rencontres avec des femmes de tous les pays. Lors de cette rencontre, certaines femmes proposent des actions que le mouvement de libération des femmes pourrait entreprendre pendant l’Année internationale des femmes déclarée par l’ONU, à laquelle nombre de militantes féministes sont opposées. L'idée d'un tribunal populaire de femmes émerge. Le sujet est débattu lors d'une conférence internationale féministe les 15 et 17 novembre 1974 qui se tient à Francfort. Un comité de coordination de huit femmes se met en place. Ce comité se réunit à nouveau en septembre 1975, en janvier 1976 et à la veille du Tribunal international en mars 1976. Lors de la réunion des 24 et 25 janvier 1976, 27 pays étaient inscrits.

## Objectifs du Tribunal
Les objectifs du tribunal étaient de : 
- montrer que l'oppression des femmes est la même partout, mais à des degrés différents selon les espaces ;
- que chaque cas n'est pas isolé mais représentatif de ce qui se passe dans le pays en question ;
- renforcer la solidarité entre les femmes ;
- découvrir des moyens de lutter contre les crimes contre les femmes ;

Diana E. H. Russell, Nicole Van Den Ven, journaliste belge, qui faisaient partie des organisatrices du tribunal évoquent le fait de s'être inspirées du Tribunal international des crimes de guerre de Bertrand Russell, un tribunal populaire sur les crimes commis pendant la guerre du Viêt Nam. Toutefois, cela n'est corroboré par aucune source historique ni par aucune archive disponible. Il s'agirait davantage d'une inspiration liée au contexte des années 1970, comme le rapporte Lydia Horton, elle-même participante et organisatrice du Tribunal International des Crimes contre les Femmes.

## Contenu
Le tribunal des crimes contre les femmes aurait réuni près de 2000 femmes venues de 40 pays. Elles ont traité des différentes violences faites aux femmes, tels que les mutilations génitales, les inégalités économiques, le viol, l'inceste, les crimes subies par les prisonnières politiques, les oppressions spécifiques à l'encontre des lesbiennes, les violences conjugales, la prostitution forcée, la pornographie et  le féminicide,.
Hormis la session d'ouverture de 45 minutes, aucun homme n'est admis dans l'auditorium où les femmes témoignent, ni dans les ateliers. Seules les femmes journalistes sont admises à toutes les sessions.
De nombreux témoignages ont été fournis par écrit par des femmes qui n'ont pas pu se présenter au tribunal.
La participante Frances Doughty a noté que le Tribunal lui avait confirmé que « l'oppression des femmes en général et des lesbiennes en particulier est véritablement mondiale ».
La poète lesbienne Pat Parker fait partie des contributrices. Elle témoigne du meurtre de sa sœur aînée assassinée par son mari.
Une marche Take Back the Night s'est déroulée sous la forme d'une procession aux chandelles en association avec le Tribunal.

## Impact
Simone de Beauvoir, invitée pour la session d'ouverture du Tribunal International, et qui finalement n'a pas pu être présente, parle de cet évènement comme « le début de la décolonisation radicale des femmes ».
En France, le discours d'introduction de Simone de Beauvoir est repris dans Le Nouvel Observateur. Pour Évelyne Le Garrec, dans Politique Hebdo, l'heure est aux analyses et au développement stratégique. Elle se demande toutefois si dans cent ans, les femmes feront encore la liste des oppressions qu'elles subissent. Paris-Match parle d'« un immense psychodrame d'où émerge, avant tout, l'incohérence » et cite un gardien de salle au Palais : « Si vous voulez mon avis, il vaudrait mieux les enfermer dans un bordel de campagne. Cela les calmerait »{{citnec}} . Dans Le Monde, Pierre Devos, parle de « témoignages de femmes venant essentiellement de pays riches », et « de liens touchants, par exemple entre les femmes arabes et israéliennes. »
Les journalistes du Herald Tribune qui ont suivi l'évènement, ont créé une association de femmes journalistes dans le but d'éduquer leurs propres collègues sur le sexisme et pour améliorer l'emploi des femmes journalistes. De nombreuses initiatives des mouvements de libération des femmes ont été constituées après les rencontres entre femmes lors du tribunal.
Les organisatrices Diana E. H. Russell et Nicole Van Den Ven ont publié en novembre 1976, un livre qui relate l'aventure du Tribunal, Crimes Against Women: Proceedings of the International Tribunal. Cet ouvrage permet de lire une grande partie des témoignages qui ont été donnés au Tribunal, mais également de contextualiser son émergence et les difficultés dans son organisation.

## La mémoire du Tribunal aujourd'hui
En mars 2023, l'Université des Femmes de Bruxelles a tenu un colloque international dédié à actualiser les thématiques traitées lors du Tribunal. Organisé par Milène Le Goff, jeune chercheure en histoire spécialisée sur le Tribunal et qui conduit des recherches depuis 2021, ce colloque a permis à trois militantes présentes en 1976 de se revoir et de partager leurs expériences vécues au Tribunal. Elle a également dirigé et créée la première exposition européenne dédiée au Tribunal de 1976 qui a été inaugurée le 6 mars 2023 à Bruxelles. 